# Andrija Kulunčić
 Ovo je glavno značenje pojma Andrija Kulunčić. Za druga značenja pogledajte Andrija Kujundžić (slikar).
Andrija Kulunčić (1900. – 16. srpnja 1974.) je bio hrvatski slikar iz Srbije. Iz zajednice je Hrvata. Po struci je bio profesor crtanja. 
Završio je Učiteljsku školu. U Beogradu je studirao na Višoj školi za primijenjene umjetnosti. Posao je dobio u Subotici. Predavao je neko vrijeme u subotičkoj gimnaziji. Poslije toga živio je kao slobodni umjetnik. Jedini mu je izvor prihoda od tada bilo slikarstvo.